# Svinnegarn
Svinnegarn is een plaats in de gemeente Enköping in het landschap Uppland en de provincie Uppsala län in Zweden. De plaats heeft 57 inwoners (2005) en een oppervlakte van 9 hectare.